# دلشایر (اوهایو)
دلشایر (به انگلیسی: Delshire) یک منطقهٔ مسکونی در ایالات متحده آمریکا است که در شهرستان همیلتون، اوهایو واقع شده‌است. دلشایر ۱٫۸ کیلومتر مربع مساحت و ۳٬۱۸۰ نفر جمعیت دارد و ۲۶۵٫۱۸ متر بالاتر از سطح دریا واقع شده‌است.